# 新學院 (紐約)
新學院（英語：The New School）是一所位於美國紐約的高等教育機構，其校舍大部分位於格林威治村一帶，也是世界著名的左翼大學。大學部跟研究所的學生共約9,300人，主要科系包含社會科學、人文學科、公共政策、美工設計跟藝術音樂相關科目，新學院聚集了全世界左傾及少見的歷史學者和社會學家。此外，新學院也跟智庫世界政策研究所（World Policy Institute）維持密切合作關係。
自1919年創校到1997年這一段時間，它的校名其實是社會研究新學院（New School for Social Research），之後，被重新命名為“新學院大學”（New School University），直到2005年又再改名為現今的“新學院”。「社會研究新學院」這個名字現在仍用於這個學校著名的研究部，以社會、歷史、政治經濟、哲學跟人文為主，這個研究所部門起初被稱為“流亡大學”（University in Exile），之後更名為“政治與社會科學研究所”（Graduate Faculty of Political and Social Science）。
目前新學院大學的校長是前美國參議員巴伯·凱瑞，他於2000年就任校長職位。他的治校政策-統整學校裡諸多不同特色的學院-招來正反兩面的評價。他支持2003年美國派兵伊拉克的政策以及反對新學院師生於校內公開場合表達反戰理念，這種種行為引起傳統上左派色彩濃厚的新學院師生一片不滿及反對的聲浪。凱瑞於2004年指派阿巴杜賴（Arjun Appadurai）為學務長，阿巴杜賴於2006年初卸下學務長一職，但仍擔任約翰杜威社會科學講座教授（John Dewey Professor in the Social Sciences），現今擔任學務長的是人類學暨哲學教授班傑明·李（Benjamin Lee）。

## 校史

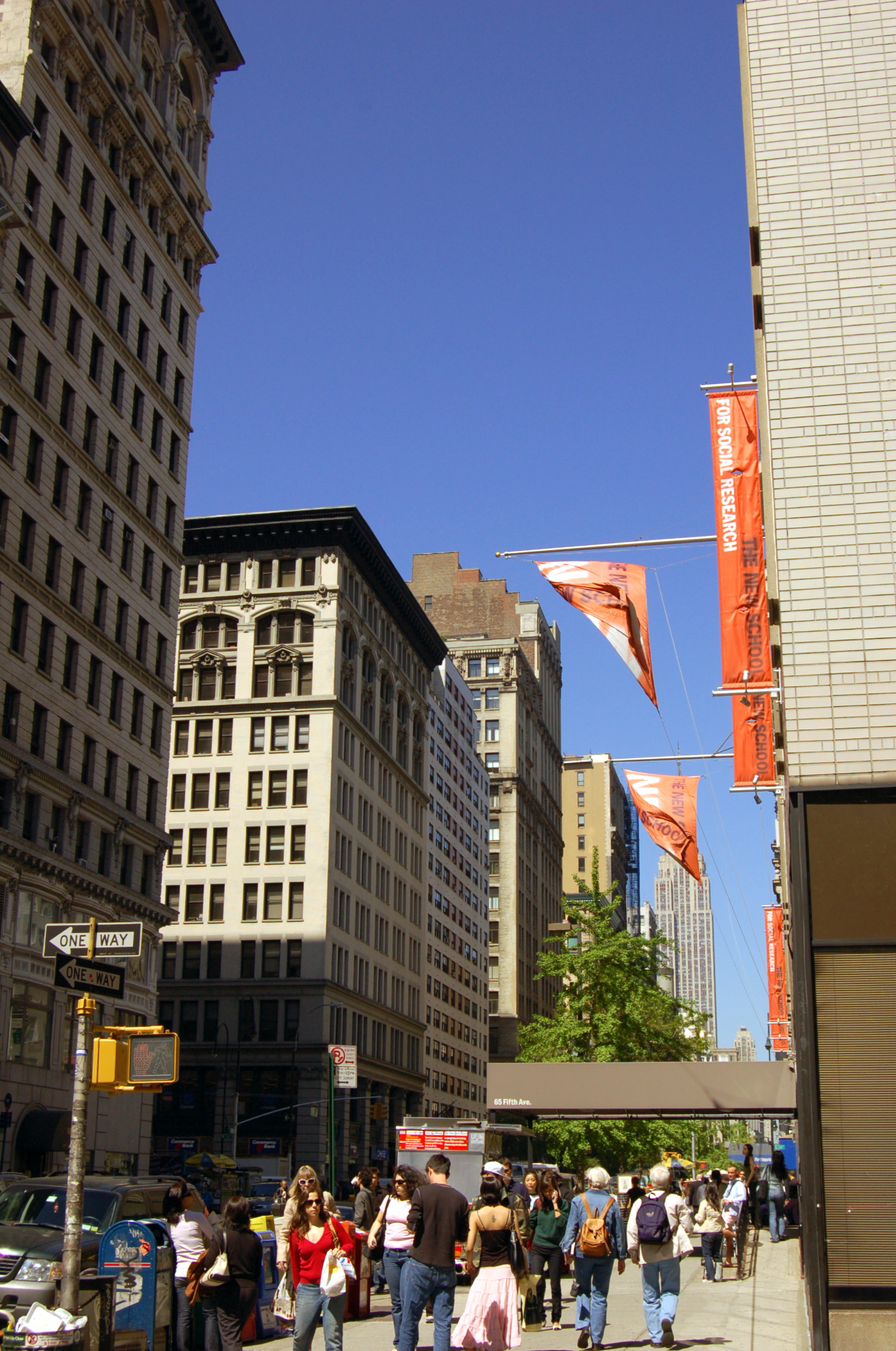

於1919年，在桃樂思·潘恩·惠特尼（Dorothy Payne Whitney）的財富資助下成立，其宗旨在成為一個宣揚進步理念的成人教育機構。主要創始人包括歷史學家查爾斯·畢爾德、經濟學家范伯倫與羅賓森（James Harvey Robinson）、以及哲學家約翰·杜威。創始人中有些人本是哥倫比亞大學教授，因為宣揚和平主義理念遭到校方言論箝制，故圖思建立一個能自由表達進步思想的成人教育機構。
1933年，為收容當時被歐洲極權主義政權排除於學術圈之外的學者，在社會研究新學院底下成立了“流亡大學”（University in Exile）這個研究所部門。最初的資金源自於跟洛克菲勒基金會的贊助。流亡大學稍後改名為“政治與社會科學研究所”（Graduate Faculty of Political and Social Science），到2005年才再度改名為社會研究新學院。以流亡大學之名創始的這個研究及教學機構是新學院的知識重心，許多著名的知識份子與學者皆透過這個機構來跟新學院大學建立學術關係，如心理學家馬科斯·韋特墨、現象學哲學家，政治哲學家漢娜·鄂蘭與列奧·施特勞斯、哲學家漢斯·約納斯。
新學院當時也支援法國流亡學者機構「人文學科高等學院」（École libre des hautes études），在戴高樂主導的流亡政府「自由法國」的授權下，這所高等學院招羅了法語系的流亡學者，如哲學家雅克·马里顿、人類學家克勞德·李維-史陀、語言學家罗曼·雅各布森。人文學科高等學院在二次戰後逐漸發展成巴黎一個先進的研究機構社会科学高等学院，且跟新學院保持密切關係。在歐洲極權主義垮台後，流亡大學改名為「政治與社會科學研究所」，之後名稱的演變如上所述。

## 学术
与许多文理学院类似，新学院的朗格学院采用“学生主导课程”，不要求本科生选修通识教育课程。相反，学院鼓励学生在专注于专业之前进行探索，选择他们感兴趣的主题。表演艺术专业是个例外，学生必须在入学时宣布专业。虽然所有“新学院学生”都必须完成核心培训——通常是文学、音乐或艺术性质的培训——但学生应该是自己课程的主要设计者。
新學院自創校以來著重社會科學與人文思想教育，融合美國本地產生的進步思想跟歐洲傳來的批判哲學，秉持著自流亡大學以來的思想傳承。其哲學系更是美國少數以完整現代歐陸哲學訓練為課程基礎的系所之一。強調的哲學課程包含以下諸人的思想：亞里士多德、洛克、休謨、康德、黑格爾、齊克果、馬克思、尼采、胡賽爾、海德格、佛洛伊德、本雅明、漢娜·鄂藍、維根斯坦、傅柯、德里達、德勒茲等人。除此之外，法蘭克福學派的批判學說，諸如霍克海默、本雅明、阿多諾、馬庫色、哈伯瑪斯等人的學說思想，也在諸多學門之間產生深遠影響。
近年因西方開始關注中國及印度在全球事務的影響力，新學院也設立了新的研究機構「印度中國機構」（India-China Institute）。
该大学提供81个学位/文凭课程和专业。新学院的教师以研讨会形式教授大部分课程，师生比例为10:1。

## 院系
- 基礎研究新學院（The New School for General Studies）
- 社會研究新學院（The New School for Social Research）
- 帕森思設計學院（Parsons The New School for Design）
- 米藍諾管理暨都市政策學院（Milano The New School for Management and Urban Policy）
- 尤金梁學院（Eugene Lang College The New School for Liberal Arts）
- 蔓尼斯音樂學院（Mannes College of Music）
- 爵士與現代音樂新學院（The New School for Jazz and Contemporary Music）
- 戲劇新學院（The New School for Drama）

前學院
- 演員工作坊戲劇學校（The Actor's Studio Drama School）

## 校友
- 查尔斯圣地亚哥，马来西亚雪兰莪州巴生行动党国会议员
- 伊莉莎白·揚·布魯爾，傳記作家

## 延伸閱讀
- Magg, P. . The Kenyon Review. Autumn, 1944, 6 (4): 632–644.
- Rutkoff, Peter M.; Scott, William B. . New York: Free Press. 1986.

## 外部連接
- 官方网站